# CC2420
CC2420은 Texas Instruments에서 개발한 IEEE 802.15.4 방식의 무선 통신을 지원하는 무선 송수신 칩이다. 2.4GHz ISM 대역을 사용하며 센서 네트워크, 직비 등 용도로 많이 사용된다. 

## 참조
1. ↑  http://focus.ti.com/docs/prod/folders/print/cc2420.html TI's CC2420
2. ↑  http://www.ti.com Texas Instruments